# Gigi Goode

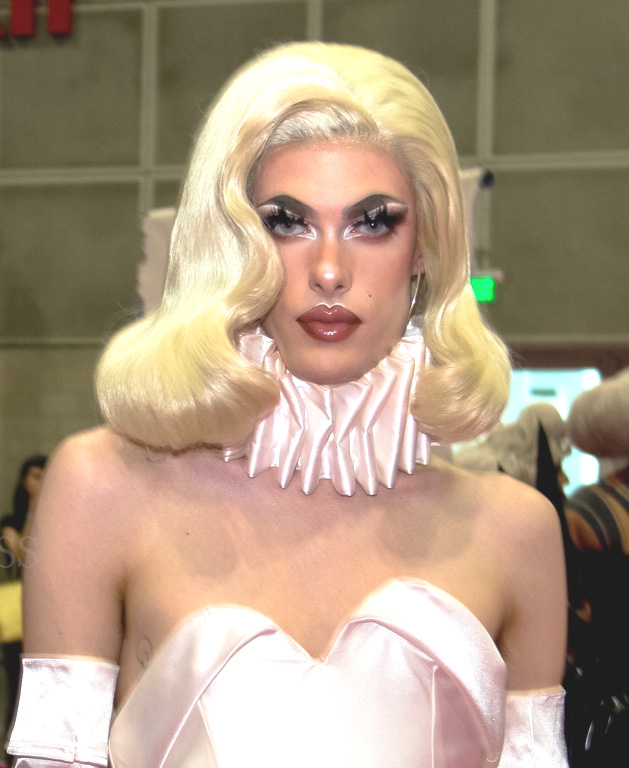
Gigi Goode auf der DragCon 2019 in Los Angeles

Gigi Goode (* 2. Dezember 1997 in Woodstock, bürgerlich Gigi Geggie) ist eine US-amerikanische Dragqueen. Sie wurde vor allem als Kandidatin der zwölften Staffel von RuPaul’s Drag Race bekannt, bei der sie den zweiten Platz belegte. Für ihre Teilnahme erhielt Goode im November 2020 einen People’s Choice Award als Beliebteste Kandidatin einer Wettbewerbs-Fernsehsendung.

## Leben
Gigi Geggie hat skandinavische und schottische Wurzeln, wurde in Woodstock im US-Bundesstaat Illinois geboren und wuchs dort auch auf. Nachdem sie bereits im Kindesalter Interesse an Frauenmode gezeigt hatte, machte ihre Mutter Geggie im Alter von zwölf Jahren mit einem homosexuellen Onkel bekannt, der Geggie LGBT-Kultur näher brachte, unter anderem RuPaul. Geggie absolvierte ab dem 15. Lebensjahr erste Drag-Auftritte im The Other Side Dance & Night Club in Crystal Lake und produzierte zusammen mit einer Englischlehrerin der örtlichen High School, die in ihrer Freizeit als Kunstfotografin tätig war, eine Fotoserie über die typische Rolle der Frau in Gesellschaft und Kultur der 1950er Jahre. Geggie erhielt dabei die Unterstützung ihrer Mutter, die zunächst gegen diese Tätigkeit war, aber schließlich Gefallen an der Drag-Szene fand. Sie stattete Geggie dank ihrer Arbeit als Kostüm-Designerin mit altmodischen Stücken aus, weswegen deren Drag-Stil allgemein stark von der Mode der 1940er und 1950er Jahre inspiriert ist, zudem lernte Geggie von ihr auch Kleiderdesign und Nähen.
Geggie studierte an der Millikin University in Decatur Kunstwissenschaften und erhielt 2017 den David S. Monroe Art Award für Studierende der Kunstfakultät, die durch besonders gute Leistungen positiv auffallen. Sie verließ die Universität allerdings nach einem Jahr ohne Abschluss und zog mit ihrer Familie von Woodstock nach Los Angeles. Dort wollte Geggie als Influencerin arbeiten. Sie führte zu diesem Zweck einen Schmink-Kanal auf Instagram, war allerdings von der angeblich toxischen Umwelt des Berufs frustriert und entschied sich stattdessen, professionelle Dragqueen zu werden. Geggie erhielt bereits kurz nach dem Anfang der neuen Karriere erste Aufträge, wodurch sie in der örtlichen Drag-Szene schnell bekannt wurde.
Geggie hatte während der Drag Race-Teilnahme ein öffentliches Coming-out als genderfluid, eine nichtbinäre Geschlechtsidentität, und verwendete damals im Bezug auf sich selbst verschiedene Geschlechtspronomen, ohne eine Präferenz zu haben. Im August 2021 verkündete Geggie in einem Instagram-Video, sich sowohl als nichtbinär als auch trans zu identifizieren. Sie begann deshalb im Januar desselben Jahres mit einer Hormonersatztherapie und unterzog sich kurz vor ihrem Coming-out einer Facial Feminization Surgery, also einer Operation zur Feminisierung des Gesichts. Geggie verkündete zudem, von nun an weibliche Geschlechtspronomen zu bevorzugen.
Geggie lebte während ihrer Drag Race-Teilnahme sowie der pandemiebedingten Quarantäne zusammen mit Kolleginnen des House of Avalon. Ein House bezeichnet in der Drag- und Ballroom-Szene eine Gemeinschaft mehrerer, meistens queerer Kunstschaffender, die bei Wettbewerben gegen Mitglieder anderer Houses antreten. Geggies Künstlername Gigi Goode leitet sich von ihrem realen Nachnamen und der von Jessica Lange gespielten Figur Fiona Goode aus American Horror Story ab.

## Karriere
Anfang 2020 wurde Goode neben zwölf weiteren Dragqueens als Kandidatin der zwölften Staffel von RuPaul’s Drag Race vorgestellt, ihre Mutter half ihr erneut bei der Erstellung ihrer Garderobe für die Sendung. Goode ist zudem die erste Kandidatin der Sendung, die noch während ihrer Teilnahme offen über ihre nichtbinäre Identität sprach. Sie gewann vier der zwölf Challenges genannten Hauptaufgaben, dies waren auf Ballsportarten basierendes Kleiderdesign, das Improvisations-Spiel Snatch Game, bei dem sie den Roboter Sophia imitierte (aus Urheberrechtsgründen trug ihre Figur den Namen Maria), Gesang inklusive Choreografie in einem fiktiven Musical über Madonna sowie das Singen eines Medleys von Liedern aus einer Las-Vegas-Show von RuPaul. Goodes Auftritte wurden von vielen Zuschauenden und Rezensierenden positiv aufgenommen, Lob erhielt sie vor allem für ihre Sophia-Parodie, sie galt bereits einige Wochen vor dem Finale als eine der Favoritinnen für den Sieg.

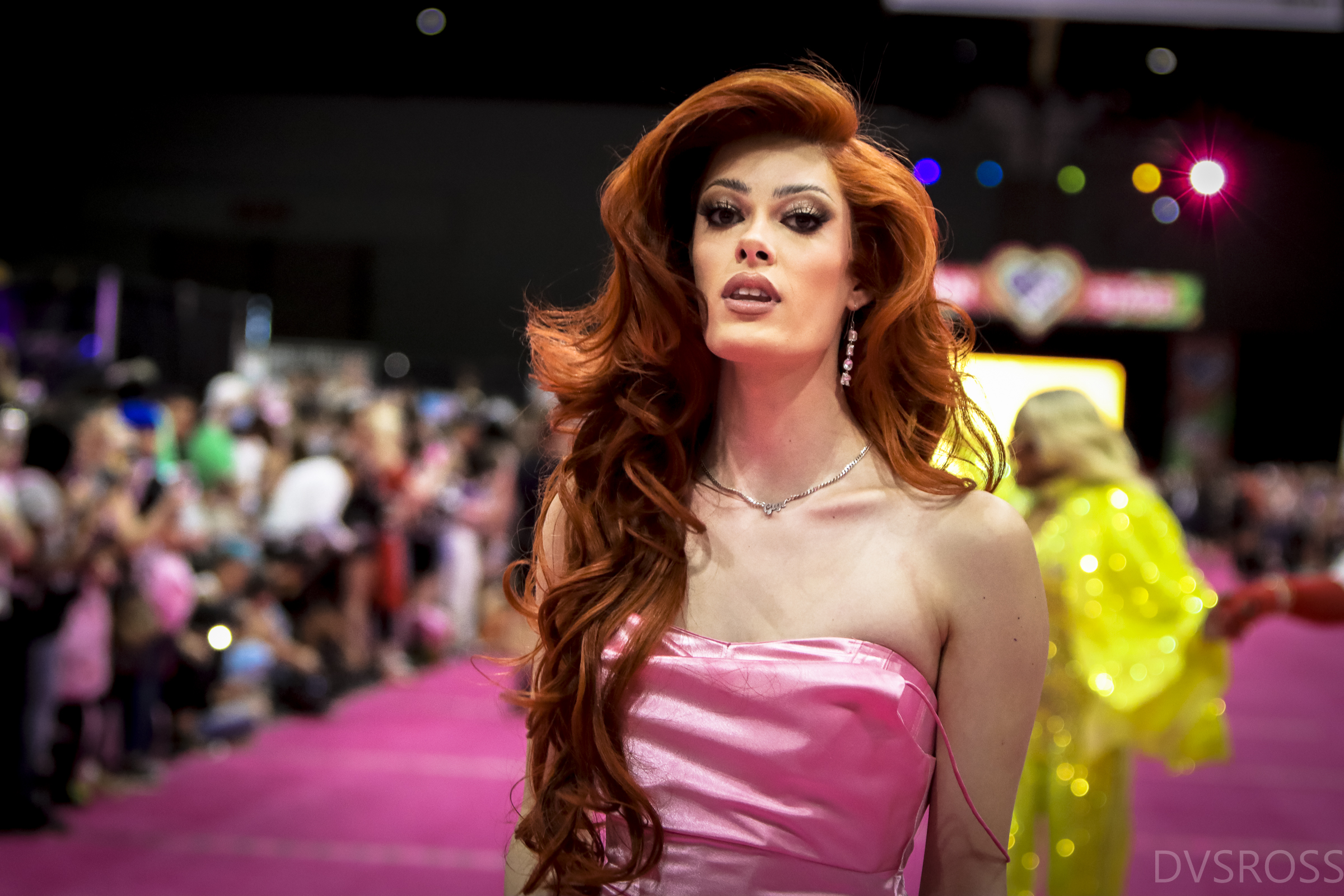
Goode auf der DragCon 2022

Während ihrer Teilnahme an der Sendung wurde Goode von Drag Race-Fans öffentlich kritisiert, weil zwei Tweets von ihr als geschmacklos und unangemessen angesehen wurden. Sie veröffentlichte im Mai ein Foto von sich mit falscher Glatze, daneben ein Bild von Britney Spears, weil Nutzende dazu aufgerufen wurden, ein Foto von sich neben dem einer prominenten Person zu posten, mit der sie den Geburtstag teilen. Dies war eine Anspielung auf einen Vorfall im Jahr 2007, bei dem Spears ihren Kopf kahl rasierte, was von damaligen Boulevard-Berichten als Anzeichen eines Nervenzusammenbruchs gedeutet wurde, die damalige Berichterstattung wurde im Nachhinein in der Öffentlichkeit als schwere Verletzung von Spears’ Privatsphäre und verzerrende Darstellung ihres geistigen Gesundheitszustands betrachtet. In ihrem zweiten Post erwähnte Goode, vor dem Finale vor Aufregung nicht atmen zu können (englisch I Can’t Breathe). Dieser Satz ist zugleich eine Parole der Bewegung Black Lives Matter, die zum Zeitpunkt des Tweets wegen der Tötung von George Floyd in den Medien präsent war. Goode löschte den Tweet kurz darauf und entschuldigte sich bei ihren Followern, in einem Interview mit The Advocate behauptete sie, an eine Organisation zu Ehren des Verstorbenen sowie für Aufräumarbeiten in Minnesota nach Ausschreitungen aufgrund Floyds Tod Geld gespendet zu haben.
Im April und Mai 2020 nahm Goode an Werq the World Battle Royale teil, einer von Bianca Del Rio und Lady Bunny moderierten, per Livestream online ausgestrahlten Drag-Show, bei der die Teilnehmerinnen im Lipsync-Gesang und Laufsteg-Präsentationen gegeneinander antraten, alle Erlöse gingen an in der Drag-Branche tätigen Personen in den Vereinigten Staaten und im Ausland, die aufgrund der COVID-19-Pandemie keine Beschäftigung und somit kein Einkommen hatten.
Goode erreichte schließlich das Finale am 29. Mai, das aufgrund der Pandemie virtuell stattfand, wobei die drei Kandidatinnen bei sich zu Hause per Video zugeschaltet waren. Goode verlor schließlich den letzten Lipsync gegen Jaida Essence Hall und wurde zusammen mit Crystal Methyd Zweitplatzierte. Im Juni trat sie zusammen mit anderen ehemaligen Drag-Race-Teilnehmerinnen auf der Veranstaltung Drive ’N Drag auf, einer landesweiten Konzert- und Theater-Tour, die in Autokinos stattfand. Am 30. Oktober spielte sie neben weiteren Kandidatinnen der zwölften Staffel in einem Halloween-Varieté mit dem Titel Bring Back My Ghouls mit, das sowohl auf dem offiziellen YouTube-Kanal von World of Wonder, der Drag Race-Produktionsfirma, als auch auf dem Streaming-Dienst WOW Presents Plus abrufbar ist.
Ebenfalls 2020 waren Goode und ihre Kollegin Valentina im Musikvideo zu I’m Ready von Sam Smith und Demi Lovato zu sehen. Im Oktober nahmen Goode, Jaida Essence Hall und Shea Couleé an der Modenschau Savage X Fenty Show Vol. 2 teil, die Kleidung von Rihanna bewarb und bei Prime Video übertragen wurde.